# Caye Mauger
La Caye Mauger  est la caye la plus au nord de l'atoll Turneffe dans la mer des Caraïbes. Elle appartient administrativement du District de Belize. C'est l'une des 450 îles de la barrière de corail du Belize.

## Protection
L'atoll a été officiellement déclaré aire marine protégée le 22 novembre 2012 . En réalité, l' atoll avec une série de plus de 150 îles, cayes et récifs, avec de belles plages de sable blanc et des eaux bleu turquoise, ainsi qu’un lagon central bordé de mangroves de ce groupe de petites îles[incompréhensible]. Les cocotiers abondent, la pêche et la plongée sont des activités importantes.
|                         |
| Le phare de Mauger Caye |